# Siemion Rudniew
Siemion Wasiljewicz Rudniew (ros. Семён Васильевич Руднев; ur. 15 lutego?/27 lutego 1899 we wsi Moisiejewka w rejonie putywelskim, zm. 4 sierpnia 1943 pod Delatynem) – jeden z dowódców ruchu partyzanckiego na Ukrainie podczas II wojny światowej, Bohater Związku Radzieckiego (1944).

## Życiorys
Urodził się w ukraińskiej rodzinie chłopskiej. Pracował jako stolarz, w marcu 1917 wstąpił do partii komunistycznej, był aresztowany i krótko więziony. Podczas rewolucji październikowej uczestniczył w zajmowaniu przez bolszewików Pałacu Zimowego, od 1918 służył w Armii Czerwonej jako dowódca plutonu, sekretarz organizacji partyjnej 373. pułku w 42. Dywizji Strzelców, instruktor wydziału politycznego Donieckiej Armii Pracowniczej i pomocnikiem komisarza 44. pułku strzelców w 15. Siwaszskiej Dywizji Strzeleckiej. Walczył na Froncie Południowym wojny domowej. W 1929 ukończył Akademię Wojskowo-Polityczną im. Tołmaczowa i został komisarzem 61. pułku w Sewastopolu, od lutego 1932 do sierpnia 1932 na Dalekim Wschodzie był komisarzem i szefem wydziału politycznego De-Kastronskiego Rejonu Ufortyfikowanego, a od sierpnia 1937 do lutego 1938 szefem Wydziału Politycznego 1. Brygady na Dalekim Wschodzie.
7 lutego 1938 został aresztowany przez NKWD pod wątpliwym zarzutem „założenia organizacji prawicowo-trockistowskiej” w swoim rejonie ufortyfikowanym, szpiegostwa i działalności dywersyjnej; po brutalnym śledztwie w maju 1939 przyznał się do pierwszego zarzutu, jednak w lipcu 1939 po rozpatrzeniu sprawy przez wojenny trybunał 2. Armii został wypuszczony z aresztu. Z powodu stanu zdrowia został zdemobilizowany z armii, wrócił do Putywla, gdzie pracował.
We wrześniu 1941 założył oddział partyzancki w obwodzie sumskim i został jego dowódcą, stał się jednym z organizatorów i przywódców antyfaszystowskiego ruchu partyzanckiego ZSRR na Ukrainie. W październiku 1941 jego oddział połączył się z oddziałem Sidora Kowpaka, w którym Rudniew został komisarzem; później oddział ten stał się jednym z ważniejszych zgrupowań partyzanckich na Ukrainie. Zimą 1942 został ranny. 9 kwietnia 1943 otrzymał stopień generała-majora. Brał udział w rajdzie zgrupowania partyzanckiego na zachód Ukrainy, podczas którego 4 sierpnia 1943 zginął pod Delatynem w obwodzie iwanofrankiwskim. Jego imieniem nazwano ulice w Putywlu i Sewastopolu.

## Odznaczenia
- Złota Gwiazda Bohatera Związku Radzieckiego (pośmiertnie, 4 stycznia 1944[1])
- Order Lenina (dwukrotnie)
- Order Czerwonego Sztandaru
- Order Czerwonej Gwiazdy
- Order „Znak Honoru”
- Medal Partyzantowi Wojny Ojczyźnianej I klasy
- Medal Partyzantowi Wojny Ojczyźnianej II klasy